# HD 72108
HD 72108 (nota anche come A Velorum) è una stella bianco-azzurra nella sequenza principale di magnitudine 5,33 situata nella costellazione delle Vele. Dista 1639 anni luce dal sistema solare.

## Osservazione
Si tratta di una stella situata nell'emisfero celeste australe. La sua posizione è fortemente australe e ciò comporta che la stella sia osservabile prevalentemente dall'emisfero sud, dove si presenta circumpolare anche da gran parte delle regioni temperate; dall'emisfero nord la sua visibilità è invece limitata alle regioni temperate inferiori e alla fascia tropicale. La sua magnitudine pari a 5,3 fa sì che possa essere scorta solo con un cielo sufficientemente libero dagli effetti dell'inquinamento luminoso.
Il periodo migliore per la sua osservazione nel cielo serale ricade nei mesi compresi fra dicembre e maggio; nell'emisfero sud è visibile anche all'inizio dell'inverno, grazie alla declinazione australe della stella, mentre nell'emisfero nord può essere osservata limitatamente durante i mesi della tarda estate boreale.

## Caratteristiche fisiche
La stella è una bianco-azzurra nella sequenza principale; possiede una magnitudine assoluta di -3,18 e la sua velocità radiale positiva indica che la stella si sta allontanando dal sistema solare.

## Sistema stellare
HD 72108 è un sistema multiplo formato da 4 componenti. La componente principale A è una stella di magnitudine 5,33. La componente B è di magnitudine 7,7, separata da 3,6 secondi d'arco da A e con angolo di posizione di 245 gradi. La componente C è di magnitudine 9,3, separata da 18,8 secondi d'arco da A e con angolo di posizione di 039 gradi. La componente P è di magnitudine 6,4, separata da 0,1 secondi d'arco da A e con angolo di posizione di 120 gradi.